# Индонезийский земляной дрозд
Индонезийский земляной дрозд (лат. Zoothera andromedae) — вид птиц из семейства дроздовых.

## Распространение
Обитают в Индонезии (в том числе на островах Суматра и Ява), Малайзии, на Филиппинах и Восточном Тиморе. Естественной средой обитания этих птиц являются субтропические или тропические влажные равнинные и горные леса.

## Описание
Имеют длину тела от 23 до 25 см при массе тела около 81—108 г. Верхняя часть тела тёмно-серая с чёрными вкраплениями. Клюв серый, ноги черновато-коричневые.

## Биология
Любят находить еду на поверхности земли, разыскивая червей и мелких насекомых под верхним слоем почвы. Лесные плоды также являются альтернативным кормом для этих птиц.

## Охранный статус
МСОП присвоил виду охранный статус LC.